# Melegmaffia

A rózsaszín háromszög, ma már a melegbüszkeség szimbóluma

A melegmaffia (angol nyelvterületen Gay Mafia, esetleg finomkodóan „Velvet Mafia”, tehát Bársonymaffia, vagy Lavender Mafia, azaz Levendulamaffia – utalva a rózsaszín háromszög ismert melegszimbólumra) a homoszexuális-lobbi leírására szolgáló kifejezés. A terminust jellemzően leginkább a melegjogi aktivistákhoz és a témával kiemelten foglalkozó hollywoodi filmekhez kapcsolva emlegetik. Maguk a homoszexuálisok szintén használják saját magukra, de inkább humoros töltettel. (Lásd az azonos nevű kabarét Los Angelesben.)
A „melegmaffia” típusú szóbeszédek tárgyai között van a férfikollégákat, ismerősöket ért eltussolt szexuális zaklatás, a nős férfiak házasságon kívüli homoszexuális kilengése és a férfiprostitúció.

## A kifejezés eredete
A „Velvet Mafia” szókapcsolatot elsőnek Stephen Gaines használta az 1970-es években, aki így írta le azt a befolyásos homoszexuális tömeget, akik összegyűltek a Studio 54 nevű szórakozóhelyen. Közöttük volt Calvin Klein, Truman Capote, Halston, Andy Warhol és Jann Wenner. A kifejezés szemtelen volt, miközben kifejezően ábrázolt egy társadalmi klikket, amely nem volt sem befolyásos politikai, sem ipari szövetség.

## A Michael Ovitz-botrány
A bársonyt jelentő „velvet” kifejezés az angol nyelvben lassan „gay”-re (meleg) cserélődött, és a Gay Mafia kifejezés szélesebb körben is ismert lett, amikor a Spy magazine 1995-ben, majd 2002-ben a Vanity Fair magazin is megjelentett egy interjút Michael Ovitz egykori tehetségkutató ügynökkel, amelyben a férfi azt állítja, hogy egy homoszexuálisokból álló csoport  homofóbiája miatt megakadályozta, hogy újra munkát kapjon Hollywoodban.

## Rokon kifejezések

### Homintern
A Homintern (az angol „homo(sexual)” és a Komintern „Comintern” formájából) eredetileg az 1930-as években azon meleg diákok elnevezése volt a Cambridge-i Egyetemen, akiket a szovjet titkosszolgálat (GPU/OGPU) kémként beszervezett. A kifejezés előkerült a mccarthyzmus idején az Egyesült Államokban is, majd az 1960-as évektől egyre több melegek, leszbikusok alkotta csoportot gúnyoltak így, főként művészekét.